# Kapellen (Autriche)
Pour les articles homonymes, voir Kapellen.
Kapellen est une ancienne commune autrichienne du district de Bruck-Mürzzuschlag en Styrie, fusionnée avec Neuberg an der Mürz en janvier 2015.